# Gastronomia

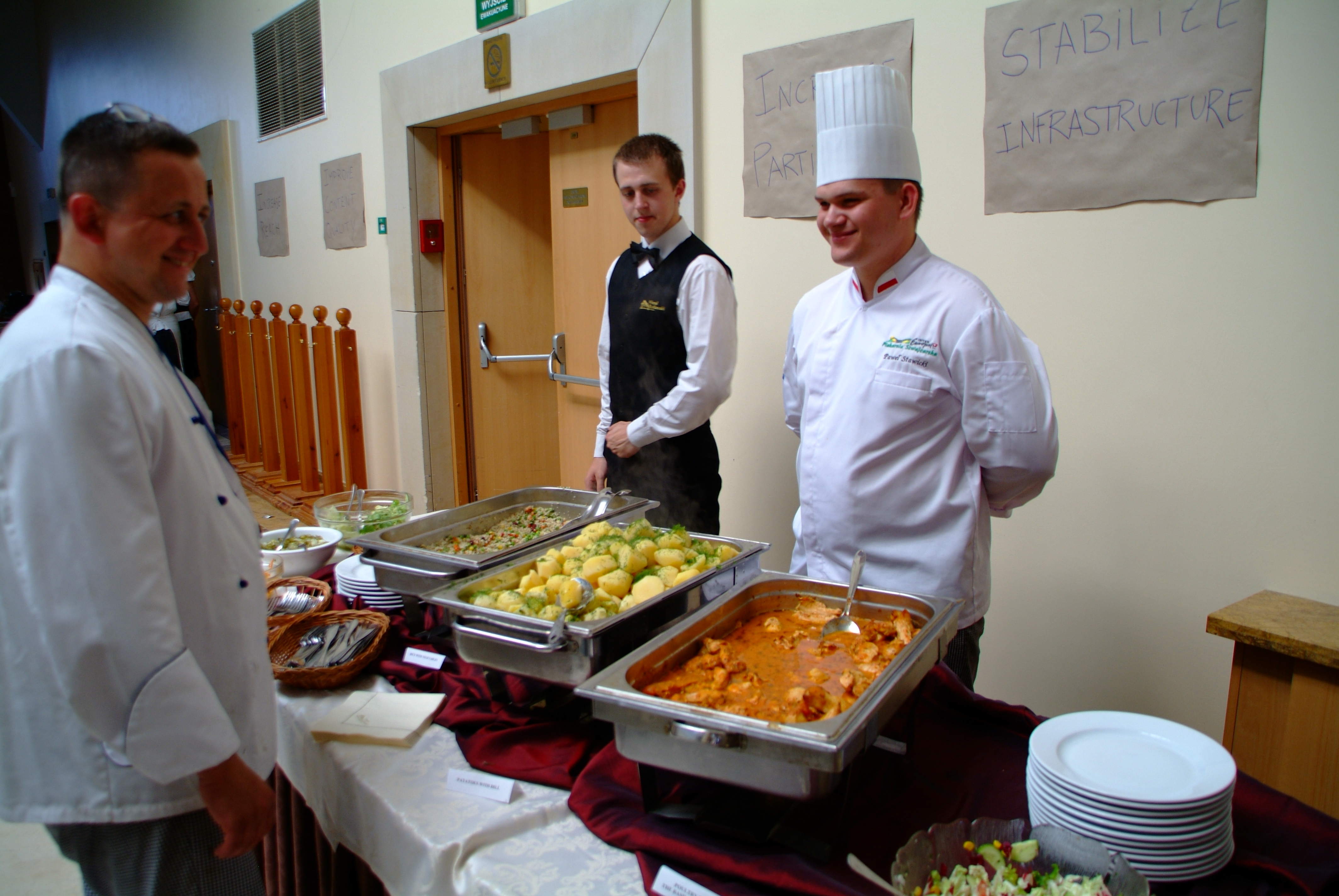
Gastronomia

Gastronomia (z grec. gaster – „żołądek”, nómos – „prawo”, „ustawa”) – rodzaj działalności gospodarczej polegającej na prowadzeniu otwartych zakładów żywienia zbiorowego (np. restauracji, barów, stołówek itp.). Także sztuka przyrządzania i podawania potraw oparta na fachowej wiedzy kulinarnej.
Gastronomia to również wiedza o produktach, ich wartości odżywczej, o racjonalnym przygotowaniu potraw, komponowaniu posiłków, o tradycjach kulinarnych oraz zwyczajach i obyczajach związanych z jedzeniem.